# Presidente da União Soviética
O Presidente da União Soviética (em russo: Президент Советского Союза; romaniz.: Prezident Sovetskogo Soyuza), oficialmente o Presidente da União das Repúblicas Socialistas Soviéticas (em russo: Президент Союза Советских Социалистических Республик; romaniz.: Prezident Soyuza Sovetskikh Sotsialisticheskikh Respublik), abreviado como Presidente da URSS (Президент СССР), foi o chefe de estado executivo da União das Repúblicas Socialistas Soviéticas de 15 de março de 1990 a 25 de dezembro de 1991.
Mikhail Gorbatchov foi a única pessoa a ocupar este cargo. Gorbatchov também foi Secretário-geral do Partido Comunista da União Soviética entre março de 1985 e agosto de 1991. Ele obteve uma parcela cada vez maior de seu poder a partir de sua posição como presidente, por meio de sua renúncia como Secretário-Geral após a tentativa de golpe de estado de 1991.

## História
A ideia da instituição de um único chefe de Estado (em vez de uma liderança colegial) surgiu pela primeira vez durante a preparação do projeto de Constituição Soviética de 1936. Entretanto, por sugestão da primeira pessoa informal da URSS, Josef Stalin, que poderia competir com o chefe de Estado oficial, a ideia foi rejeitada. Ele justificou formalmente a razão desta rejeição como "[contrária] ao espírito da [Constituição]", e elaborou:
De acordo com o sistema da nossa Constituição, não deve haver um presidente individual na URSS, eleito por toda a população em pé de igualdade com o Soviete Supremo, e capaz de se colocar em oposição ao Soviete Supremo. O presidente na URSS é um colégio, é o Presidium do Soviete Supremo, incluindo o Presidente do Presidium do Soviete Supremo, eleito não por toda a população, mas pelo Soviete Supremo, e responsável perante o Soviete Supremo. A experiência histórica mostra que tal estrutura dos órgãos supremos é a mais democrática e salvaguarda o país contra contingências indesejáveis.
No entanto, o estabelecimento de uma Presidência singular foi considerado durante a elaboração da próxima Constituição Soviética, tanto na primeira tentativa sob Nikita Khrushchov no início e meados da década de 1960, quanto na segunda tentativa bem-sucedida sob Leonid Brejnev em meados e finais da década de 1970. A última tentativa de estabelecer uma Presidência fez parte das tentativas de Brezhnev de afastar Nikolai Podgorny, que, como presidente do Presidium do Soviete Supremo, era o chefe de estado formal e o primeiro no protocolo diplomático; um caminho alternativo para tornar Brejnev chefe de estado, estabelecendo um Conselho de Estado colegial semelhante aos da Alemanha Oriental, Bulgária e Romênia, do qual ele seria o presidente, também foi considerado. Em ambos os casos, o Presidium colegial do Soviete Supremo foi mantido como o mais alto órgão de poder no país.
Os membros do Partido Comunista votaram a criação de uma presidência em 7 de Fevereiro de 1990. A primeira e única eleição presidencial ocorreu em 14 de março de 1990. O Congresso dos Deputados do Povo decidiu que elegeria o primeiro presidente para um mandato de cinco anos e, então, passaria as eleições presidenciais ao público a partir da eleição presidencial planejada para 1995.

## Poderes
A presidência era um cargo executivo, baseado numa mistura das presidências dos Estados Unidos e da França.
Antes da criação do cargo de presidente, o chefe de Estado de jure da União Soviética era o presidente do Presidium do Soviete Supremo, que era frequentemente chamado de "presidente" por fontes não soviéticas. Durante a maior parte da existência da União Soviética, todo o poder político executivo efetivo estava nas mãos do Secretário-Geral do Partido Comunista da União Soviética, com o presidente do Presidium exercendo funções em grande parte simbólicas e de figura decorativa. Começando com Leonid Brejnev em 1977, os últimos quatro secretários-gerais — Brejnev, Iúri Andropov, Konstantin Chernenko e Gorbatchov — serviram simultaneamente como chefes de Estado de jure durante seu mandato.
O presidente foi inicialmente eleito pelo Congresso dos Deputados do Povo e atuou como presidente ex officio desse órgão, mas todas as eleições futuras deveriam ser por voto popular. O presidente reportou ao Soviete Supremo . Em 24 de setembro de 1990, Gorbachev convenceu o Soviete Supremo a lhe dar o poder de governar por decreto irrestrito (sobre economia, lei e ordem, e nomeação de funcionários do governo) até 31 de março de 1992. Outro poder era o direito de declarar governo presidencial direto em áreas problemáticas e abolir órgãos eleitos democraticamente, se necessário. Durante a eleição presidencial, vários candidatos foram indicados, entre os principais concorrentes estavam o presidente da KGB, Vadim Bakatin, e o primeiro-ministro Nikolai Ryzhkov.
Os poderes do presidente eram: 
- Comandante em chefe das forças armadas
- A capacidade de propor e vetar legislação
- A capacidade de nomear o Primeiro-Ministro (que teria então de ser aprovado pelo Soviete Supremo) ou, se necessário, de demitir o Primeiro-Ministro, entre outros ministros e funcionários do governo
- A declaração de estados de emergência ou lei marcial dentro das fronteiras da União Soviética
- O principal representante da nação no exterior, com capacidade para assinar tratados internacionais
- A capacidade de convocar referendos nacionais sobre questões importantes
- A capacidade de atribuir patentes militares e títulos honorários
- O poder de restaurar a cidadania aos exilados ou dissidentes internos
- A capacidade de anular decisões governamentais que violassem a constituição ou colocassem em risco os direitos e liberdades dos cidadãos

O vice-presidente da União Soviética era o vice-chefe de Estado. Se o presidente morresse ou não pudesse assumir o cargo, o vice-presidente se tornaria presidente. A única pessoa a ocupar este cargo foi Gennady Yanayev, que no ano seguinte se tornou o líder da Camarilha dos Oito, que tentou o golpe de agosto, assumindo o cargo de presidente interino da União Soviética em 19 de agosto de 1991. Depois de três dias, o golpe fracassou e Gorbatchov foi restaurado.
Após a tentativa de golpe, Gorbatchov permaneceu presidente até a dissolução do país, quando renunciou e declarou seu cargo extinto. Os poderes do cargo foram posteriormente cedidos ao novo presidente da Rússia, Boris Iéltsin.

## Juramento
Com a mão direita sobre uma cópia encadernada em vermelho da Constituição Soviética, colocada sobre uma pequena mesa diante do Congresso, o presidente eleito Gorbatchov fez o seguinte juramento:
"Juro solenemente servir fielmente os povos de nossas nações, observar estritamente a Constituição Soviética, garantir os direitos e liberdades dos cidadãos e cumprir conscienciosamente as altas responsabilidades que me foram confiadas como presidente da União Soviética."

## Administração Presidencial
- Conselho de Estado da União Soviética
- Conselho Presidencial
- Conselho Consultivo Político sob a Presidência

- Conselho da Federação
- Conselho de Defesa
- Conselho de Segurança

## Lista de titulares
| N°. | Retrato                                   | Nome (Nascimento-Morte)              | Mandato                | Mandato                | Mandato         | Partido                              | Eleição | Vice-Presidente                         | Primeiro-ministro | Primeiro-ministro |
| N°. | Retrato                                   | Nome (Nascimento-Morte)              | Posse                  | Fim do Mandato         | Tempo no cargo  | Partido                              | Eleição | Vice-Presidente                         | Primeiro-ministro | Primeiro-ministro |
| --- | ----------------------------------------- | ------------------------------------ | ---------------------- | ---------------------- | --------------- | ------------------------------------ | ------- | --------------------------------------- | ----------------- | ----------------- |
| 1   |                                           | Mikhail Gorbatchov (1931–2022)       | 15 de março de 1990    | 25 de dezembro de 1991 | 1 ano, 285 dias | Partido Comunista da União Soviética | 1990    | Cargo vago (até 27 de dezembro de 1990) |                   | Nikolai Ryzhkov   |
| 1   | Gennady Yanayev                           | Mikhail Gorbatchov (1931–2022)       | 15 de março de 1990    | 25 de dezembro de 1991 | 1 ano, 285 dias | Partido Comunista da União Soviética | 1990    |                                         | Valentin Pavlov   |                   |
| 1   | Cargo abolido (após 21 de agosto de 1991) | Mikhail Gorbatchov (1931–2022)       | 15 de março de 1990    | 25 de dezembro de 1991 | 1 ano, 285 dias | Partido Comunista da União Soviética | 1990    |                                         | Ivan Silayev      |                   |
| —   |                                           | Gennady Yanayev (1937–2010) Interino | 19 de agosto de 1991   | 21 de agosto de 1991   | 2 dias          | Partido Comunista da União Soviética | —       | Cargo vago                              |                   | Valentin Pavlov   |
| —   |                                           | Cargo vago                           | 25 de dezembro de 1991 | 26 de dezembro de 1991 | 1 dia           | —                                    | —       | Cargo vago                              |                   | Cargo vago        |